# (1937) Locarno
(1937) Locarno (1973 YA) – planetoida z pasa głównego asteroid okrążająca Słońce w ciągu 3,67 lat w średniej odległości 2,38 j.a. Odkryta 19 grudnia 1973 roku.